# Внутрикостная конструкция
Внутрико́стные импланта́ты — один из видов зубных имплантатов.
В настоящее время наиболее часто используются из сплава титана — 98 % от общего количества существующих стоматологических имплантатов. По данным Европейского рынка, к 2001 г. внутрикостные имплантаты составляли 98 % от всех видов зубных конструкций. В свою очередь 95 % всего количества внутрикостных имплантатов составляют те, которые в большей или меньшей степени воспроизводят форму корня зуба и имеют конусообразную или цилиндрическую форму с резьбой или без неё.
Внутрикостные имплантаты изготавливаются из промышленного чистого титана или титановых сплавов, кроме того разработаны имплантаты из керамики на основе оксида циркония. Поверхность внутрикостной части имплантатов подвергается обработке тем или иным способом — от обычного механического воздействия до сложного модифицирующего влияния, направленного на достижение химической чистоты поверхности и увеличение площади её контакта с костью.

## История
В конце XVIII века некоторые ученые вернулись к идее имплантации зубов, но результатом почти всегда было инфицирование операционной раны и отторжение имплантатов. Используемые материалы: дерево, различные металлы, фарфор, золото. В 1809 г. Мажилио (Maggilio) использует имплантат из золота. В 1888 г. Берри (Berry) разрабатывает принцип биосовместимости. Пейн (Payne) первым использует боры для формирования костной полости и только после этого ставит золотой имплантат. В 1910 г. Гринфилд (Greenfield) впервые ставит вопрос о необходимости плотного контакта костной ткани с имплантатом, а также первым говорит о «чистой хирургии» в имплантации зубов. Начинается использование различных биологических материалов для изготовления, как имплантата, так и протеза. Появление антисептиков значительно снизило риск инфицирования операционных ран, что обеспечило огромные успехи в медицине, в том числе в хирургической имплантологии.
С 1951 г. в качестве материала для имплантатов стали использовать титан. С 1952 г. P.I.Branemark провел ряд исследований, в результате которых было сделано открытие: в костном ложе, которое подготовлено атравматично и точно соответствует по форме устанавливаемой титановой конструкции, происходит прочное «сращение» поверхности металла с костью, получившее название остеоинтеграции (osseointegration). В 1959 г. итальянский стоматолог S.Tramonte предложил конструкцию винтового имплантата, в 1962 г. французский врач R.Chercheve — конструкцию штопорообразного имплантата, а в 1963 г. L.Linkow создал винтовой имплантат с отверстием в нижней трети внутрикостной части, что позволило улучшить его ретенцию. P.I.Branemark в 1965 г. предложил применять разборную конструкцию винтового имплантата, состоящего из внутрикостной части и прикручиваемой к ней опорной головки (абатмента). A в 1969 г. L.Linkow изобрел имплантат с внутрикостной частью в виде пластины, что позволило применять его при узких альвеолярных отростках челюстей. Затем появились имплантаты полые, с плазменным напылением на поверхности внутрикостной части, дисковые, а также имплантаты, предназначенные для пациентов с сильно атрофированной нижней челюстью (трансмандибулярный имплантат, имплантат Ramus-frame).

## Конструкции внутрикостных имплантатов
Дентальные имплантаты могут иметь различную форму и конструкцию. Наиболее распространены имплантаты винтовой формы. Применяются также имплантаты, имеющие форму пластины и сочетающие форму цилиндра и пластины, так называемые комбинированные имплантаты.
Кроме того, имплантаты имеют различную, иногда весьма сложную, конструкцию и могут быть разборными и неразборными.
Разборные имплантаты состоят из нескольких компонентов. Основные компоненты — это внутрикостная часть с заглушкой и головка, на которую надевается коронка или зубной протез. Кроме того, современные имплантаты снабжены и дополнительными компонентами: формирователями десны, фиксирующими протез винтами, и целым рядом «запчастей», необходимых для изготовления зубных протезов.
Неразборные имплантаты обычно имеют внутрикостную часть в форме винта или пластины, переходящую в головку имплантата.
| Вид | Описание |
| --- | --- |
|     | Разборные имплантаты винтовой формы, рассчитанные на двухэтапную методику операции: 1 — имплантат системы Branemark (Швеция), выпускается с 1965 года 2 — имплантат Replace (фирма Steri-Oss, США), выпускается с 1995 года 3 — имплантат Radix-Gimlet-IIS (система Radix, Беларусь), выпускается с 1996 года 4 — имплантат системы Ankilos (фирма Degussa, Германия), выпускается с 1997 года |
|     | Одноэтапные винтовые имплантаты: 1 — имплантат доктора S. Tramonte (Италия), применяется с 1952 года 2 — имплантат доктора D. Garbaccio (Италия), применяется с 1972 года 3 — имплантат MTI (корпорация IMTEC, США), выпускается с 1999 года 4 — имплантат Radix-Gimlet-DM (Беларусь), выпускается с 1989 года 5 — имплантат SSDI (Израиль), выпускается с 2000 года                           |
|     | Имплантаты, которые используют при нестандартных анатомических условиях: 1 — пластиночный имплантат, предложенный L. Linkow в 1967 году 2 — дисковый имплантат доктора G. Scortecci |